# Uruguayaans voetbalelftal in 1996
Het Uruguayaans voetbalelftal speelde in totaal acht interlands in het jaar 1996, waaronder zes duels in de kwalificatiereeks voor de WK-eindronde 1998 in Frankrijk. Bondscoach Héctor Núñez moest plaatsmaken voor Juan Ahuntchaín na de 1-0 nederlaag tegen Chili op 12 november. Op de FIFA-wereldranglijst zakte Uruguay in 1996 van de 34ste (januari 1996) naar de 43ste plaats (december 1996).

## Balans
| Wedstrijden | Wedstrijden | Wedstrijden | Wedstrijden | Doelpunten | Doelpunten | Doelpunten | Punten |
| Gespeeld    | Winst       | Gelijk      | Verlies     | Voor       | Tegen      | Saldo      | Punten |
| ----------- | ----------- | ----------- | ----------- | ---------- | ---------- | ---------- | ------ |
| 8           | 3           | 1           | 4           | 10         | 12         | –2         | 0.875  |

## Interlands
|                                                   |           |                                     |         |                                                                                           |
| 24 april WK-kwalificatie № 613 «onderlinge duels» | Venezuela | 0 – 2                               | Uruguay | Estadio Brígido Iriarte, Caracas Toeschouwers: 6.839 Scheidsrechter: Alberto Tejada (PER) |
| 24 april WK-kwalificatie № 613 «onderlinge duels» |           | 54' Marcelo Otero 71' Gustavo Poyet |         | Estadio Brígido Iriarte, Caracas Toeschouwers: 6.839 Scheidsrechter: Alberto Tejada (PER) |

|                                                 |         |                                        |          |                                                                                          |
| 2 juni WK-kwalificatie № 614 «onderlinge duels» | Uruguay | 0 – 2                                  | Paraguay | Estadio Centenario, Montevideo Toeschouwers: 44.127 Scheidsrechter: Márcio Rezende (BRA) |
| 2 juni WK-kwalificatie № 614 «onderlinge duels» |         | 10' Francisco Arce 88' Aristides Rojas |          | Estadio Centenario, Montevideo Toeschouwers: 44.127 Scheidsrechter: Márcio Rezende (BRA) |

|                                                 |                                                                |       |                    |                                                                                               |
| 7 juli WK-kwalificatie № 615 «onderlinge duels» | Colombia                                                       | 3 – 1 | Uruguay            | Estadio Metropolitano, Barranquilla Toeschouwers: 36.169 Scheidsrechter: Roberto Ruscio (ARG) |
| 7 juli WK-kwalificatie № 615 «onderlinge duels» | Faustino Asprilla 7' Carlos Valderrama 20' Antony de Ávila 78' |       | 57' Gabriel Cedrés | Estadio Metropolitano, Barranquilla Toeschouwers: 36.169 Scheidsrechter: Roberto Ruscio (ARG) |

|                                                    |               |       |                   |                                                                            |
| 17 juli Vriendschappelijk № 616 «onderlinge duels» | China         | 1 – 1 | Uruguay           | Arbeidersstadion, Peking Toeschouwers: 40.000 Scheidsrechter: Jun Lu (CHN) |
| 17 juli Vriendschappelijk № 616 «onderlinge duels» | Ma Mingyu 87' |       | 17' Álvaro Recoba | Arbeidersstadion, Peking Toeschouwers: 40.000 Scheidsrechter: Jun Lu (CHN) |

|                                                                  |                                                                                                   |       |                                                         |                                                                                   |
| 25 augustus Vriendschappelijk № 617 «onderlinge duels» 19:00 uur | Japan                                                                                             | 5 – 3 | Uruguay                                                 | Nagai Stadion, Osaka Toeschouwers: 40.876 Scheidsrechter: Russamee Jindamai (THA) |
| 25 augustus Vriendschappelijk № 617 «onderlinge duels» 19:00 uur | Masakiyo Maezono 15' Kazuyoshi Miura 26' Takuya Takagi 42' Kazuyoshi Miura 68' Masayuki Okano 84' |       | 23' Álvaro Recoba 73' Sebastián Abreu 77' Álvaro Recoba | Nagai Stadion, Osaka Toeschouwers: 40.876 Scheidsrechter: Russamee Jindamai (THA) |

|                                                    |                             |       |         |                                                                                           |
| 8 oktober WK-kwalificatie № 618 «onderlinge duels» | Uruguay                     | 1 – 0 | Bolivia | Estadio Centenario, Montevideo Toeschouwers: 60.000 Scheidsrechter: Paolo Borgosano (VEN) |
| 8 oktober WK-kwalificatie № 618 «onderlinge duels» | Juan Manuel Peña 64' (e.d.) |       |         | Estadio Centenario, Montevideo Toeschouwers: 60.000 Scheidsrechter: Paolo Borgosano (VEN) |

|                                                      |                   |       |         |                                                                                     |
| 12 november WK-kwalificatie № 619 «onderlinge duels» | Chili             | 1 – 0 | Uruguay | Estadio Nacional, Santiago Toeschouwers: 73.547 Scheidsrechter: Ángel Guevara (ECU) |
| 12 november WK-kwalificatie № 619 «onderlinge duels» | Marcelo Salas 58' |       |         | Estadio Nacional, Santiago Toeschouwers: 73.547 Scheidsrechter: Ángel Guevara (ECU) |

|                                                      |                                       |       |      |                                                                                        |
| 15 december WK-kwalificatie № 620 «onderlinge duels» | Uruguay                               | 2 – 0 | Peru | Estadio Centenario, Montevideo Toeschouwers: 42.630 Scheidsrechter: Felipe Russi (COL) |
| 15 december WK-kwalificatie № 620 «onderlinge duels» | Paolo Montero 2' Pablo Bengoechea 38' |       |      | Estadio Centenario, Montevideo Toeschouwers: 42.630 Scheidsrechter: Felipe Russi (COL) |

## FIFA-wereldranglijst
| JAN | FEB | MAR | APR | MEI | JUN | JUL | AUG | SEP | OKT | NOV | DEC |
| --- | --- | --- | --- | --- | --- | --- | --- | --- | --- | --- | --- |
| 34  | 36  | 36  | 35  | 32  | 32  | 38  | 56  | 53  | 50  | 54  | 43  |

## Statistieken
| Robert Siboldi        | 1965-09-24 | Club Tigres               | 4 | 0 | 0 | 24 | 0  |
| Claudio Arbiza        | 1967-03-03 | Colo-Colo                 | 3 | 0 | 0 | 6  | 0  |
| Leonardo Romay        | 1969-04-29 | Defensor Sporting Club    | 1 | 0 | 0 | 2  | 0  |
| Carlos Nicola         | 1973-01-03 | Club Nacional             | 0 | 1 | 0 | 1  | 0  |
| Verdediging           |            |                           |   |   |   |    |    |
| Paolo Montero         | 1971-09-03 | Juventus                  | 5 | 0 | 1 | 14 | 1  |
| José Oscar Herrera    | 1965-06-17 | Cruz Azul                 | 5 | 0 | 0 | 54 | 4  |
| Éber Moas             | 1969-03-25 | CF Monterrey              | 4 | 0 | 0 | 39 | 0  |
| Gustavo Méndez        | 1971-02-03 | Vicenza Calcio            | 3 | 0 | 0 | 19 | 0  |
| Guillermo Sanguinetti | 1966-06-21 | Gimnasia y Esgrima        | 3 | 0 | 0 | 18 | 1  |
| Nelson Olveira        | 1974-06-19 | Peñarol                   | 2 | 1 | 0 | 3  | 0  |
| Tabaré Silva          | 1974-08-30 | Defensor Sporting Club    | 2 | 1 | 0 | 15 | 0  |
| Pablo Hernández       | 1975-05-02 | Defensor Sporting Club    | 2 | 0 | 0 | 2  | 0  |
| Fernando Picún        | 1972-02-14 | Feyenoord Rotterdam       | 2 | 0 | 0 | 2  | 0  |
| Jorge Gonçálvez       | 1967-03-02 | Ferro Carril Oeste        | 1 | 1 | 0 | 9  | 0  |
| Oscar Aguirregaray    | 1959-10-25 | Peñarol                   | 1 | 0 | 0 | 7  | 0  |
| Robert Lima           | 1972-06-18 | Peñarol                   | 1 | 0 | 0 | 1  | 0  |
| Diego López           | 1974-08-22 | Racing Santander          | 1 | 0 | 0 | 9  | 0  |
| Washington Tais       | 1972-12-21 | Peñarol                   | 1 | 0 | 0 | 3  | 0  |
| Middenveld            |            |                           |   |   |   |    |    |
| Marcelo Saralegui     | 1971-05-18 | CA Colón                  | 5 | 1 | 0 | 25 | 3  |
| Gustavo Poyet         | 1967-11-15 | Real Zaragoza             | 5 | 0 | 1 | 20 | 3  |
| Pablo Bengoechea      | 1965-02-27 | Peñarol                   | 3 | 3 | 1 | 35 | 6  |
| Gabriel Cedrés        | 1970-03-03 | Boca Juniors              | 3 | 2 | 1 | 20 | 4  |
| Álvaro Gutiérrez      | 1968-07-21 | Real Valladolid           | 3 | 1 | 0 | 36 | 1  |
| Enzo Francescoli      | 1961-11-12 | CA River Plate            | 3 | 0 | 0 | 67 | 17 |
| Javier Delgado        | 1975-07-08 | Danubio FC                | 2 | 0 | 0 | 2  | 0  |
| Rubén Pereira         | 1968-01-28 | Peñarol                   | 2 | 0 | 0 | 27 | 1  |
| Marcelo Romero        | 1976-07-04 | Defensor Sporting Club    | 2 | 0 | 0 | 3  | 0  |
| Nelson Abeijón        | 1973-07-21 | Club Nacional             | 1 | 1 | 0 | 14 | 1  |
| Gonzalo de los Santos | 1976-07-19 | Peñarol                   | 1 | 1 | 0 | 2  | 0  |
| Diego Dorta           | 1971-12-31 | CA Independiente          | 1 | 1 | 0 | 23 | 0  |
| Rodrigo Lemos         | 1973-10-03 | Club Nacional             | 1 | 1 | 0 | 2  | 0  |
| Luis Jonne            | 1975-07-18 | CA Cerro                  | 1 | 0 | 0 | 1  | 0  |
| Fabián O'Neill        | 1973-10-14 | Cagliari Calcio           | 0 | 1 | 0 | 3  | 0  |
| Marco Vanzini         | 1976-04-19 | Danubio FC                | 0 | 1 | 0 | 3  | 0  |
| Aanval                |            |                           |   |   |   |    |    |
| Marcelo Otero         | 1971-04-14 | Vicenza Calcio            | 5 | 0 | 1 | 18 | 6  |
| Daniel Fonseca        | 1969-09-13 | AS Roma                   | 3 | 0 | 0 | 26 | 10 |
| Álvaro Recoba         | 1976-03-17 | Club Nacional             | 2 | 1 | 3 | 5  | 3  |
| Juan González         | 1972-05-27 | Club Nacional             | 2 | 0 | 0 | 3  | 0  |
| Luis Alberto Romero   | 1972-11-02 | Cagliari Calcio           | 1 | 3 | 0 | 4  | 0  |
| Sergio Martínez       | 1969-02-15 | Boca Juniors              | 1 | 0 | 0 | 30 | 5  |
| Sebastián Abreu       | 1976-10-17 | San Lorenzo de Almagro    | 0 | 2 | 1 | 2  | 1  |
| Hernán López          | 1978-01-21 | CA River Plate Montevideo | 0 | 1 | 0 | 1  | 0  |
| Heberley Sosa         | 1973-08-01 | Peñarol                   | 0 | 1 | 0 | 1  | 0  |

AUF · A-internationals · Selecties · Bondscoaches · Uruguayaans vrouwenelftal · Olympisch elftal · Uruguay U21 · Uruguay U20 · Uruguay U19 · Uruguay U18 · Uruguay U17
1900 – 1909 ·
1910 – 1919 ·
1920 – 1929 ·
1930 – 1939 ·
1940 – 1949 ·
1950 – 1959 ·
1960 – 1969 ·
1970 – 1979 ·
1980 – 1989 ·
1990 – 1999 ·
2000 – 2009 ·
2010 – 2019 ·
2020 – 2029
WK 1930 · 
WK 1950 · 
WK 1954 · 
WK 1962 · 
WK 1966 · 
WK 1970 ·
WK 1974 · 
WK 1986 · 
WK 1990 · 
WK 2002 · 
WK 2010 · 
WK 2014 · 
WK 2018
OS 1924 · 
OS 1928 ·
OS 2012
1902 · 
1903 · 
1904 · 
1905 · 
1906 · 
1907 · 
1908 · 
1909 ·
1910 · 
1911 · 
1912 · 
1913 · 
1914 · 
1915 · 
1916 · 
1917 · 
1918 · 
1919 ·
1920 · 
1921 · 
1922 · 
1923 · 
1924 · 
1925 · 
1926 · 
1927 · 
1928 · 
1929 ·
1930 · 
1931 · 
1932 · 
1933 · 
1934 · 
1935 · 
1936 · 
1937 · 
1938 · 
1939 ·
1940 · 
1941 · 
1942 · 
1943 · 
1944 · 
1945 · 
1946 · 
1947 · 
1948 · 
1949 ·
1950 · 
1951 · 
1952 · 
1953 · 
1954 · 
1955 · 
1956 · 
1957 · 
1958 · 
1959 ·
1960 · 
1961 · 
1962 · 
1963 · 
1964 · 
1965 · 
1966 · 
1967 · 
1968 · 
1969 ·
1970 · 
1971 · 
1972 · 
1973 · 
1974 · 
1975 · 
1976 · 
1977 · 
1978 · 
1979 ·
1980 · 
1981 · 
1982 · 
1983 · 
1984 · 
1985 · 
1986 · 
1987 · 
1988 · 
1989 ·
1990 ·
1991 · 
1992 · 
1993 · 
1994 · 
1995 · 
1996 · 
1997 · 
1998 · 
1999 · 
2000 · 
2001 · 
2002 · 
2003 · 
2004 · 
2005 · 
2006 · 
2007 · 
2008 · 
2009 · 
2010 · 
2011 · 
2012 · 
2013 · 
2014 · 
2015 · 
2016 ·
2017 ·
2018 ·
2019 ·
2020 ·
2021 ·
2022 ·
2023 ·
2024
Algerije ·
Angola ·
Argentinië ·
Australië ·
België ·
Bolivia ·
Brazilië ·
Bulgarije ·
Canada ·
Chili ·
China ·
Colombia ·
Costa Rica ·
Cuba ·
DDR ·
Denemarken ·
Duitsland ·
Ecuador ·
Egypte ·
Engeland ·
Estland ·
 Finland ·
Frankrijk ·
Georgië ·
Ghana ·
Guatemala ·
Haïti ·
Honduras ·
Hongarije ·
Ierland ·
India ·
Indonesië ·
Irak ·
Iran ·
Israël ·
Italië ·
Ivoorkust ·
Jamaica ·
Japan ·
Joegoslavië ·
Jordanië ·
Libië ·
Luxemburg ·
Maleisië ·
Mexico ·
Marokko ·
Nederland ·
Nicaragua ·
Nieuw-Zeeland ·
Nigeria ·
Noord-Ierland ·
Noorwegen ·
Oekraïne ·
Oezbekistan ·
Oman ·
Oostenrijk ·
Panama ·
Paraguay ·
Peru ·
Polen ·
Portugal ·
Roemenië ·
Rusland ·
Saarland ·
Saoedi-Arabië ·
Schotland ·
Senegal ·
Servië & Montenegro ·
Singapore ·
Slovenië ·
Sovjet-Unie ·
Spanje ·
Tahiti ·
Thailand ·
Trinidad en Tobago · 
Tsjechië ·
Tsjecho-Slowakije ·
Tunesië · 
Turkije ·
Venezuela ·
Verenigde Arabische Emiraten ·
Verenigde Staten ·
Wales ·
Zuid-Afrika ·
Zuid-Korea ·
Zweden ·
Zwitserland
Argentinië (1986) ·
België (1990) ·
Brazilië (1950) · 
Colombia (2014) ·
Costa Rica (2014) ·
Denemarken (1986) ·
Denemarken (2002) ·
Duitsland (2010) ·
Egypte (2018) ·
Engeland (2014) ·
Frankrijk (2002) ·
Frankrijk (2010) ·
Frankrijk (2018) ·
Ghana (2010) ·
Italië (1990) ·
Italië (2014) ·
Mexico (2010) ·
Nederland (1974) ·
Nederland (2010) ·
Portugal (2018) ·
Rusland (2018) ·
Saoedi-Arabië (2018) ·
Schotland (1986) ·
Senegal (2002) ·
Spanje (1990) ·
West-Duitsland (1986) ·
Zuid-Afrika (2010) ·
Zuid-Korea (1990) ·
Zuid-Korea (2010)